# Heiner Stachelhaus
Otto Heinrich „Heiner“ Stachelhaus (* 1930 in Radevormwald; † 7. Juli 2002 in Essen) war ein deutscher Kulturredakteur und Kunstkritiker.

## Leben
Heiner Stachelhaus absolvierte nach Abschluss seiner Lehre als Schriftsetzer ein Volontariat zum Redakteur bei den Ruhr-Nachrichten. In dieser Zeit war er mit der Künstlergruppe ZERO eng verbunden, die sich 1966 auflöste. Von 1968 bis 1995 arbeitete er als Kulturredakteur und Kunstkritiker in der Redaktion der Neuen Ruhr-Zeitung / Neuen Rhein-Zeitung (NRZ). Von 1977 bis 1979 übernahm Stachelhaus einen Lehrauftrag an der Universität Essen. Seine Schwerpunkte als Kunstkritiker lagen insbesondere in der Konkreten Kunst sowie der Informellen Kunst.
Stachelhaus war von 1980 bis 1989 Vizepräsident der deutschen Sektion des Internationalen Vereinigung der Kunstkritiker.

## Veröffentlichungen (Auswahl)
- als Herausgeber: Yves Klein / Werner Ruhnau. Dokumentation der Zusammenarbeit in den Jahren 1957–1960. Aurel Bongers, Recklinghausen 1976.[2]
- Über Wolf Vostell. In: Vostell in Aabenraa. Anya Kunstcenter, Dänemark, 1978.
- Adolf Luther. Hatje Cantz Verlag, Stuttgart 1979, ISBN 978-3-77570143-3.
- Auf den Punkt gebracht. Kunstkritiken 1963 bis 1985. Mit einem Vorwort von Werner Schmalenbach. Aurel Bongers, Recklinghausen 1985, ISBN 978-3-76470372-1.
- Joseph Beuys. 1. Auflage, Claassen Verlag, Düsseldorf 1987, 2. Auflage 1988, ISBN 3-546-48680-3.
  - Lizenzausgabe: Joseph Beuys. Verlag Philipp Reclam jun., Leipzig 1989, ISBN 3-379-00515-0.
- Kasimir Malewitsch. Ein tragischer Konflikt. Claassen Verlag, Düsseldorf 1989, ISBN 3-546-48681-1.
- zusammen mit Daniel Giralt-Miracle: Bechtold. Bild, Graphik, Integration. Wienand, Köln 1993, ISBN 3-87909-335-0.
- Zero. Heinz Mack, Otto Piene, Günther Uecker. Econ, Düsseldorf 1993, ISBN 978-3-430-18683-4.
- Nicht nur Verrisse! Plädoyer für die Kunstkritik. (= Statement-Reihe, S 6). Lindinger und Schmid, Regensburg 1994, ISBN 3-929970-06-6.